# Филипински колуго
Филипински колуго (лат. Cynocephalus volans) је сисар из реда Dermoptera и породице колуго (Cynocephalidae). 

## Распрострањење
Ареал врсте је ограничен на једну државу. Филипини су једино познато природно станиште врсте.

## Станиште
Станиште врсте су шуме. 

## Начин живота
Исхрана филипинског колуга укључује лишће. 

## Угроженост
Ова врста је наведена као последња брига, јер има широко распрострањење и честа је врста.